# 우주의 기류
우주의 기류(The Currents of Space)는 아이작 아시모프가 1952년 발표한 과학소설이다. 은하 제국 시리즈에 속해 있으며, 파운데이션 시리즈에서 말하는 트랜터 행성의 영향력이 커져 은하제국이 성립되기 전의 시기를 배경으로 한다.

## 줄거리
소설 여명의 로봇 이후 인류가 지구를 벗어나 제 2의 우주개척을 시작하여 많은 행성으로 이주를 한 이후로 많은 시간이 흘러 파운데이션 시리즈에서 말하는 트랜터 행성의 영향력이 커져 은하제국이 성립되기 전 독립행성인 Sark 행성은 식민행성인 Florina에서만 재배되는 섬유작물인 kyrt를 통해서 부를 쌓게된다. 이러한 독점을 막기위한 다른 곳의 재배 시도는 이전까지 실패로 돌아갔었다. 릭(Rik)이라는 한 사람이 기억상실 상태에서 점차 기억을 되찾게되면서 kyrt 의 비밀이 우주에 존재하는 기류에 의한 Florina 행성계 태양이 신성으로 되면서 나오는 특수한 빛에 의한 것임을 밝혀지는 동시에, 항성이 신성이 된다면 그 항성의 주위를 도는 행성들은 파멸적인 종말을 맞이하게 되기 때문에 Florina 행성의 위기가 닥쳤다는 것을 알게된다. Florina 와는 다르게 Sark 행성의 입장은 Florina 행성을 잃는 것과 그 재배의 비밀이 밝혀져 독점이 무너지는, 두가지 다 경제적으로 막대한 손실을 의미하는 것이었다. 그 파국을 막기위해 트랜터 행성 측이 행성을 높은 가격으로 구매하겠다는 제안(협박)을 하여 그 문제를 해결해주게된다. 이로서 트랜터는 정치적 영향력을 늘려 은하제국으로 한걸음을 더 나아가는 모습을 보여준다.